# 椋鸟科
椋鸟科是鸟纲雀形目中的一科，約有31屬115種。这个科的鸟是一种小到中型的雀类，大多为地栖性雜食動物，叫声变化多端。英文名字叫做“Starling”，是从拉丁文「Sturnidae”翻译而来的。主要分布在欧亚大陆中部和南部，非洲和南洋群岛。
椋鸟大量从北欧遷移到溫暖的羅馬。因此在羅馬有驅鳥隊播放聲音驅趕椋鳥。
许多这种雀类都有深色带有金属光泽的羽毛。大多会在缝隙之中筑窝，会产下蓝色或白色的鸟蛋。
牠們的叫聲多變，可模仿環境的聲音，例如車子警報器聲音或人聲。八哥和了哥即是典型例子。牠们大多時候友善。因为可以辨别不同人的声音而成为人类语言进化的学习对象。

## 體型

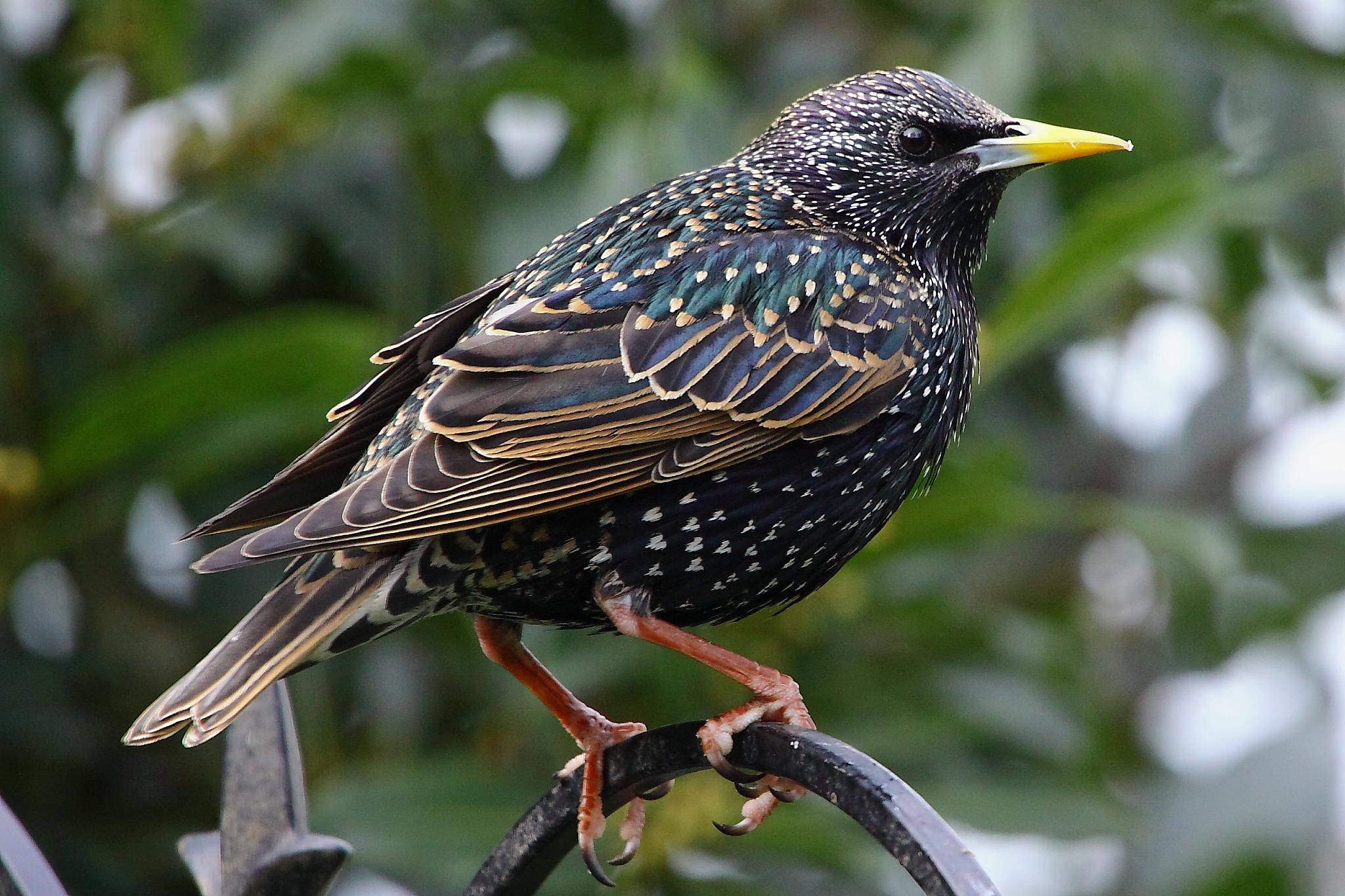
椋鳥

椋鸟是中等大小的雀形目鳥類。當中身体最短的物种是Poeoptera kenricki，高15厘米（6英寸），而重量最轻的物种是Poeoptera femoralis，重34克（1.2盎司）。

## 分布地
椋鸟的分布可從北极圈到赤道。实际上，他们通常不占据的唯一栖息地是最干燥的沙质沙漠。该物種自然也不在美洲和澳大利亚大部分地区。但在欧洲，非洲和亚洲的大多数地区都有他們的存在。 Aplonis属也广泛分布在太平洋岛屿上，甚至到达波利尼西亚，美拉尼西亚和密克罗尼西亚。此外，Mino (bird)是唯一种到达所罗门群岛的椋鳥。

## 社交
椋鳥是一个具有高度社交的群居性鳥類。有时他們一群裡还包括其他的种類的鳥類。在非繁殖季节，一些栖息地還會有成千上万的椋鸟。